# ククルカン
ククルカン（Kukulcan、Kukulkan）とは、マヤ神話の至高神、創造神。
グアテマラ高地の神で、グクマッツ（Gukumatz「羽毛もつ蛇」）とも呼ばれ、アステカでいうケツァルコアトルと同一。イシュムカネーとイシュピヤコック、フラカンとともに、3回にわたる人類の創造に関わっている。人に文明を授けたと伝えられる。ククルカンが祀られているチチェン・イッツァのピラミッド（カスティヨ）は、「ククルカンの神殿」という別名でも呼ばれている。
彼は四元素、即ち火・水・大地・空気（風）を司り、蜥蜴（lizard）・魚（fish）・玉蜀黍（maize）・禿鷲（vulture）がそれぞれに対応している。

## 現代の民間伝承
現代のユカテク・マヤの間では、今でもククルカンに関する物語が語り継がれている。ある話では、ククルカンは翼のある蛇で、太陽に向かって飛び、太陽に話しかけようとしたが、太陽はそのプライドのために彼の舌を焼いてしまったという。同じ出典は、ククルカンがユカテク・マヤの雨の神チャアクの先を常に旅し、その尾が風を動かして大地をきれいに掃き清めるので、雨を予測するのに役立っていると伝えている。
ラカンドン、チアパス州のマヤでは、ククルカンは邪悪な怪物のような女蛇で、太陽神のペットである。ククルカンは、生と死の間の長い旅で自らを試すまで、世界の多くを破壊する。旅の途中、ククルカンは少年に出会い、食べ物を分け与える。ククルカンは少年を連れて戻り、自分の王国を築く。